# Hằng Nga 3

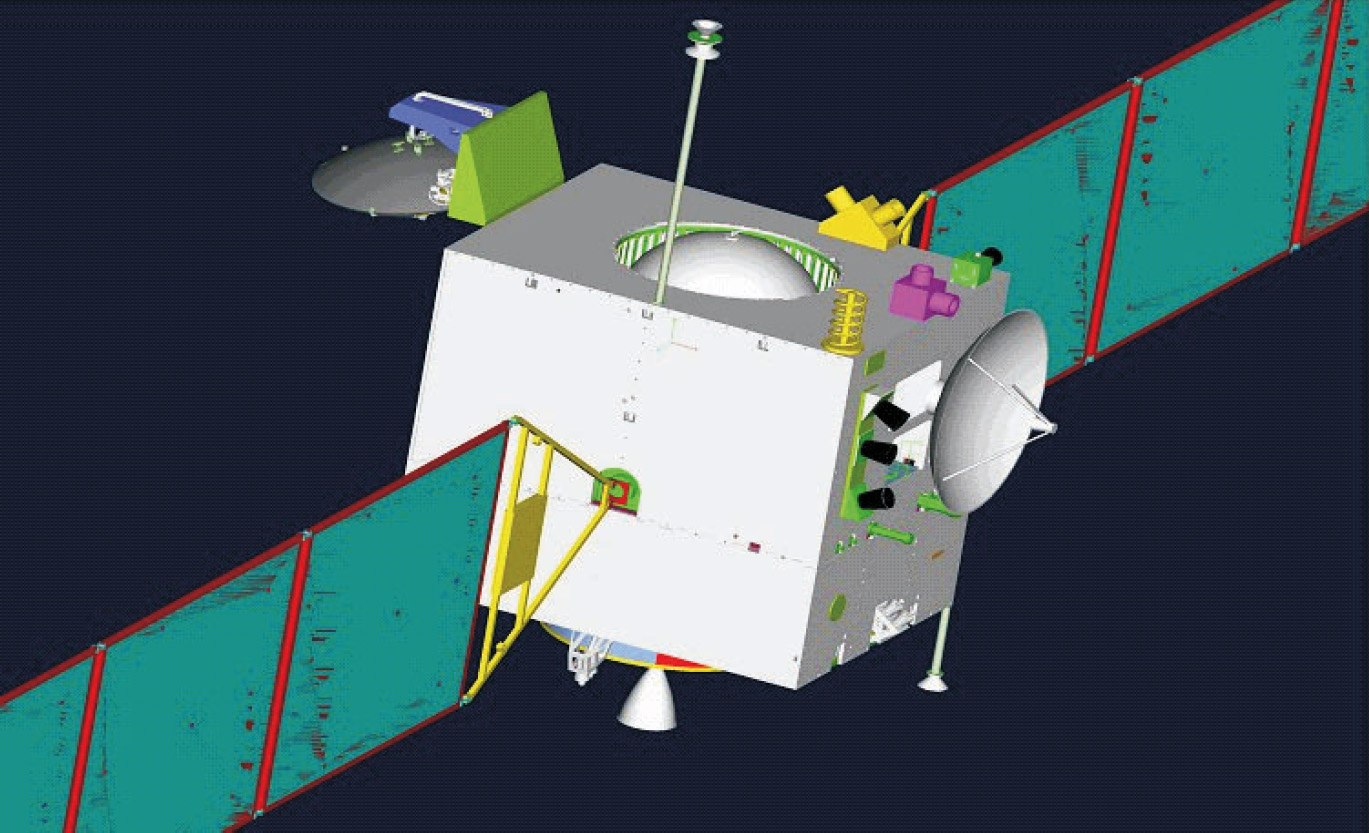
Hằng Nga 1 vào năm 2007.

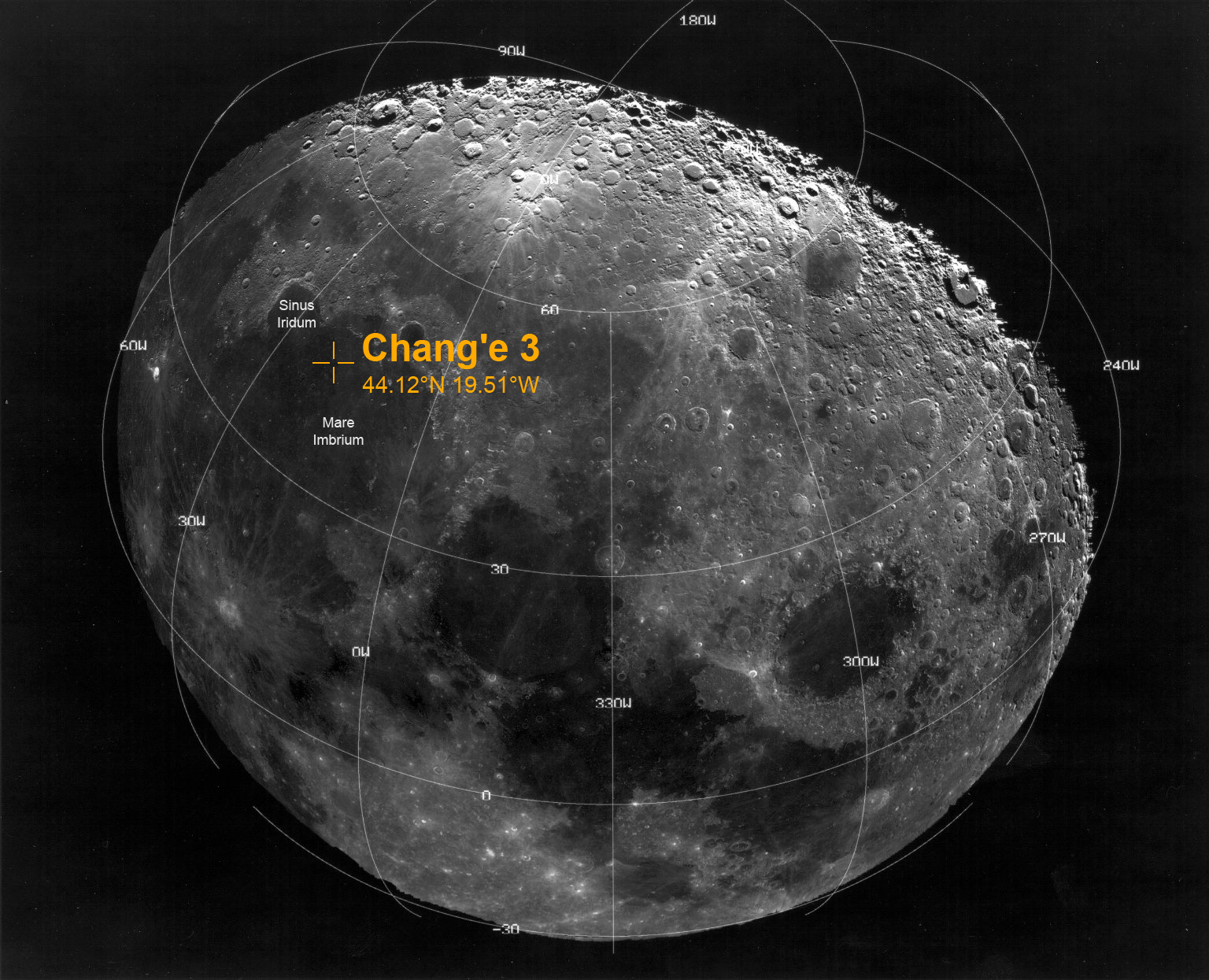

Hằng Nga 3 hay Thường Nga 3 (tiếng Trung: 嫦娥三号; Hán-Việt: Thường Nga tam hiệu; bính âm: Cháng'é Sānhào) là một con tàu vũ trụ khám phá Mặt Trăng của Cộng hòa Nhân dân Trung Hoa. Tên con tàu đặt theo nữ thần Mặt Trăng Hằng Nga.
Tàu đã được phóng bằng tên lửa đẩy Trường Chinh 3 từ Trung tâm phóng vệ tinh Tây Xương thuộc Tây Xương, Lương Sơn, tỉnh Tứ Xuyên vào ngày 1 tháng 12 năm 2013. Tàu sẽ mang theo robot Thỏ Ngọc (hay Ngọc Thố) khám phá bề mặt Mặt Trăng. Hằng Nga-3 vừa là tàu đổ bộ vừa là tàu thám hiểm Mặt Trăng. Sứ mệnh của Hằng Nga 3 nằm trong giai đoạn 2 của chương trình thám hiểm Mặt Trăng của Trung Quốc, bao gồm bay quanh, hạ cánh xuống bề mặt Mặt Trăng và quay trở lại Trái Đất. Nó là tàu vũ trụ bay quanh Mặt Trăng đầu tiên của Trung Quốc, và là tàu vũ trụ đầu tiên trong 37 năm qua thực hiện hạ cánh mềm trên Mặt Trăng, kể từ khi Liên Xô phóng tàu Luna 24 năm 1976.
Trước đó Trung Quốc đã phóng Hằng Nga 1 năm 2007 và Hằng Nga 2 năm 2010.
Tàu đã vào quỹ đạo Mặt Trăng ngày 6/12/2013 và đã đáp xuống bề mặt Mặt Trăng ngày 14/12/2013.